# Seringueiras
Seringueiras is een gemeente in de Braziliaanse deelstaat Rondônia. De gemeente telt 12.117 inwoners (schatting 2009).